# 全日本新体操クラブ団体選手権大会
全日本新体操クラブ団体選手権大会（ぜんにほんしんたいそう―だんたいせんしゅけんたいかい）は、全日本新体操クラブ連盟が主催する新体操の大会である。
大会名から分かる通り、クラブチーム対抗戦形式で行われる。シニアとジュニアに分かれ、シニアはフープ5、ジュニアはリボン5で争う。
第1回は2002年2月に東京体育館で開催。第2回は同年11月28日から12月1日まで北海道立野幌総合運動公園体育館で開かれた。2005年からは9月に関東圏（東京体育館または千葉ポートアリーナ）で開催されている。